# Stefano Okaka Chuka
Stefano Okaka Chuka (Castiglione del Lago, Perugia tartomány, 1989. augusztus 9. –) olasz labdarúgó, jelenleg az Udinese csatára, ahová a Watford klubtól került kölcsönbe.

## Klubpályafutása
Stefano Okaka Chuka az umbriai Castiglione del Lagóban született nigériai szülők gyermekeként, akik később megkapták az olasz állampolgárságot. Az AS Roma junior csapataiba 2004-ben jelentkezett, 2005-ben már meg is nyerte csapatával az U–20-asok bajnokságát, a Juventus ellen az elődöntőben, az Atalanta ellen a döntőben sikerült gólt szereznie.
16 éves korában, 2005. szeptember 29-én mutatkozott be a görög Árisz Theszaloníkisz elleni UEFA-kupa mérkőzésen, ezzel ő lett a legfiatalabb olasz labdarúgó, aki nemzetközi mérkőzésen olasz csapatban mutatkozott be. Első gólját a Roma színeiben az olasz labdarúgókupában a Napoli ellen érte el 2005. december 8-án, a középpályáról indított gyors felfutással és pontos lövésével, mely a kapus mellett a kapu bal oldalába talált. Azóta többször játszott az első csapatban, az olasz labdarúgó-bajnokság első osztályában 2006. szeptember 17-én szerezte első gólját a Siena elleni, 3–1 arányban megnyert mérkőzésen.
Ezt követően a 2007–08-as szezonra az olasz labdarúgó-bajnokság másodosztályában szereplő Modenához adták kölcsön, hogy első csapatos tapasztalatot szerezzen. Ezután, 2009 januárjától júliusig hat hónapra a Brescia kölcsönjátékosa volt.
2009 augusztusában szerezte első gólját kontinentális mérkőzésen a Roma színeiben. Csapata hetedik gólját szerezve 7–1 arányban verték meg a Gent csapatát a hazaiak pályáján a 2009–2010-es Európa-liga harmadik selejtezőkörének második mérkőzésén. Később gólt szerzett az Európa-ligában a CSZKA Szófia elleni, 2–1-es győzelemmel végződő mérkőzésen és a Roma 2–1-re megnyert találkozóján a Fulham ellen. Utolsó gólja a Roma színeiben a Siena elleni, 88. percben elért győztes gól volt.
2010. február 1-jén a szezon végéig a Fulhamhez került kölcsönbe. Bemutatkozó mérkőzése a Portsmouth elleni, 1–0 arányban megnyert mérkőzés volt 2010. február 3-án. Első gólját a csapatban 2010. február 14-én érte el hazai pályán az angol labdarúgókupa ötödik fordulójában a Notts County ellen. Első bajnoki gólját a Fulhamnél 2010. április 4-én lőtte a Wigan Athletic hálójába.

## Nemzetközi pályafutása
2007-ben, amikor az olasz állampolgárságot megkapta, Okaka az olasz U-19-es válogatottba került. Az U-20-asok csapatában 2008-ban mutatkozott be, és két gólt szerzett.
2009. november 17-én mutatkozott be az olasz U21-es labdarúgó-válogatottban Luxemburg U–21-es csapata elleni kvalifikációs mérkőzésen.

## Magánélete
Okakának van egy leány ikertestvére, Stefania.

## Külső hivatkozások
- Official website of Stefano Okaka Chuka Archiválva 2019. május 18-i dátummal a Wayback Machine-ben